# فيشنو فاردان
فيشنو فاردان مواليد 27 يوليو 1987 في أندرا برديش، الهند، هو لاعب كرة مضرب هندي بدأ مسيرته كمحترف سنة 2008 يلعب باليد اليمنى. أعلى تصنيف له في الفردي كان 262. أعلى تصنيف له في الزوجي كان 180. شارك في دورة الألعاب الأولمبية الصيفية.

## النهائيات
| الحصيلة | الرقم | التاريخ        | الدورة          | الأرضية | الشريك      | المنافس في النهائي         | النتيجة          |
| ------- | ----- | -------------- | --------------- | ------- | ----------- | -------------------------- | ---------------- |
| الفوز   | 3.    | 2 سبتمبر 2012  | بانكوك، تايلاند | صلبة    | ديفيج شاران | لي هسين هان بينغ هسين ليين | 6–3, 6–4         |
| الوصافة | 2.    | 14 فبراير 2014 | كولكاتا، الهند  | صلبة    | ديفيج شاران | ساكث مينني سانام سينغ      | 3-6, 6-3, [4-10] |

## وصلات خارجية
- فيشنو فاردان على موقع رابطة محترفي التنس (الإنجليزية)
- فيشنو فاردان على موقع الاتحاد الدولي لكرة المضرب (الإنجليزية)
- فيشنو فاردان على موقع كأس ديفيز (الإنجليزية)
- فيشنو فاردان على موقع خلاصة التنس.كوم (الإنجليزية)
- فيشنو فاردان على موقع إي إس بي إن.كوم (الإنجليزية)
- فيشنو فاردان على موقع أوليمبيديا (الإنجليزية)

- الموقع الرسمي